# Успенка (Татарский район)
Успенка — деревня в Татарском районе Новосибирской области. Входит в состав Казаткульского сельсовета.

## География
Площадь деревни — 307 гектаров.

## Население
| 2002 | 2007 | 2010 |
| ---- | ---- | ---- |
| 432  | ↘385 | ↘290 |

## Инфраструктура
В деревне по данным на 2007 год функционируют 1 учреждение здравоохранения и 2 учреждения образования.